# Нукке, Малл
Малл Нукке (эст. Mall Nukke; род. 6 декабря 1964, Таллин) — современная эстонская художница.

## Биография
Малл Нукке родилась 6 декабря 1964 в Таллине. Она посещала детскую школу искусств в Таллинне с 1977 по 1979 год, таллинскую арт-школу Копли с 1981 по 1983 год, и одновременно посещала таллинскую школу каллиграфии Кивихол (с 1982 по 1983 год). С 1985 года Малл Нукке училась в Эстонской академии художеств, окончила факультет графических изобразительных искусств в 1992 году, получив магистерскую степень. Она преподавала рисование в Sally Stuudio с 1994 года. Она является членом Ассоциации эстонских печатников с 1992 года и Ассоциации эстонских художников. В 1998 году на эстонском телевидении был показан короткий документальный фильм «Mall Nukke».
В первую очередь Малл Нукке известна своими коллажами и иллюстрациями в стиле поп-арт. На её ранние работы начала 1990-х годов оказывала влияние массовая культура. Её ранние коллажи сочетали различные отсылки к поп-культуре и создавали новых персонажей с чертами реальных публичных деятелей и эстрадных исполнителей. С 2000-х годов Малл Нукке сконцентрировалась на создании фото-коллажей и картин, вдохновлённых православной иконописью.
Малл Нукке принимала участие в художественных выставках с 1987 года. Участвовала в групповых выставках в Копенгагене (1989), в Эстонском доме США (1990), в Хельсинки (1991), в Киле (1992) и других. Её персональные выставки проходили в Эфиопии (1990), в Таллинне (1991), в Стокгольме (1992) и других городах. Работы Малл Нукке находятся в музее Куму, в Тартуском художественном музее, в музее города Раума (Финляндия), в Художественном музее Вийнисту (Эстония), киевской галерее искусств «Лавра» и других.